# Projector
Projector è il quarto album del gruppo melodic death metal svedese Dark Tranquillity, pubblicato nel 1999 dalla Century Media.

## L'album
È un album sperimentale e pieno di innovazioni per la band: è il primo in cui il cantato di Mikael Stanne si apre alle clean vocals, non abbandonando comunque il growl usato in precedenza.
Introduce elementi di campionamento del futuro tastierista Martin Brändström, non accreditato nella formazione.
Subito dopo la registrazione dell'album il chitarrista Fredrik Johansson abbandonerà la band, Martin Henriksson passerà alla chitarra venendo sostituito al basso da Michael Nicklasson.

## Tracce
1. FreeCard – 4:31
2. ThereIn – 5:55
3. UnDo Control – 5:10
4. Auctioned – 6:06
5. To A Bitter Halt – 4:48
6. The Sun Fired Blanks – 4:17
7. Nether Novas – 6:14
8. Day to End – 3:08
9. Dobermann – 4:38
10. On Your Time – 5:37
11. Exposure - 3:52 (Bonus track)

### Formazione
- Mikael Stanne - voce
- Niklas Sundin - chitarra
- Frederik Johansson - chitarra
- Martin Henriksson - basso
- Anders Jivarp - batteria
- Johanna Andersson – voce su UnDo Control